# Nagytapolcsányi járás

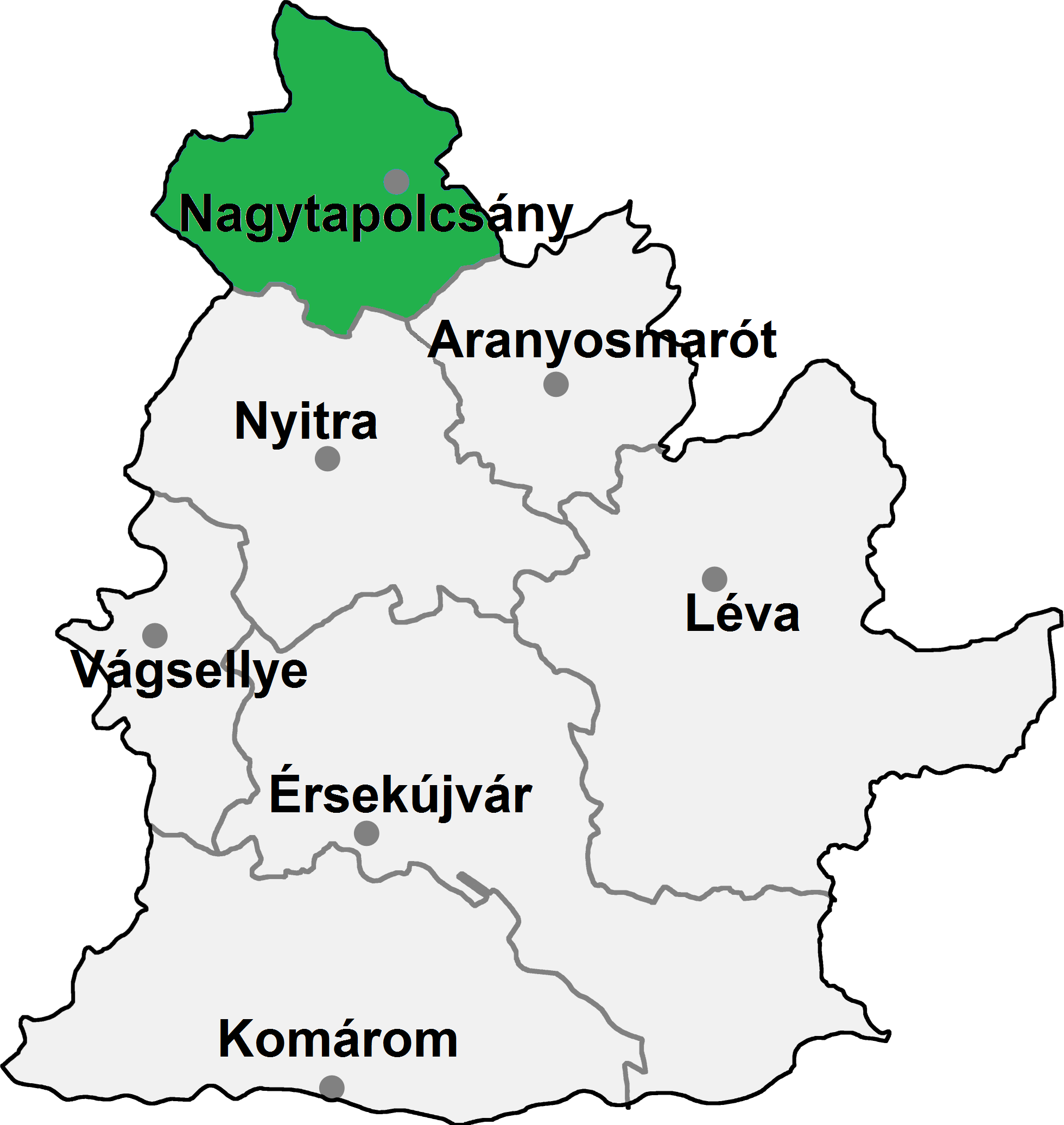
A Nagytapolcsányi járás

A Nagytapolcsányi járás (Okres Topoľčany) Szlovákia Nyitrai kerületének közigazgatási egysége. 
Területe 597 km², lakosainak száma 72 257 (2011), székhelye Nagytapolcsány (Topoľčany). A járás az egykori Nyitra vármegye területén fekszik.

## Népessége
| Év:            | 1994.  | 2004.   | 2014.   | 2024.   |
| -------------- | ------ | ------- | ------- | ------- |
| Emberek száma: | 74 298 | 74 058  | 71 586  | 69 278  |
| Eltérés:       |        | -0,32 % | -3,33 % | -3,22 % |

| Év:            | 2023.  | 2024.   |
| -------------- | ------ | ------- |
| Emberek száma: | 69 577 | 69 278  |
| Eltérés:       |        | -0,42 % |

## A Nagytapolcsányi járás települései
- Appony (Oponice)
- Árdánfalva (Ardanovce)
- Belinc (Belince)
- Belesz (Blesovce)
- Családka (Čeľadince)
- Csermend (Čermany)
- Farkasudvar (Dvorany nad Nitrou)
- Felsőbodok (Horné Obdokovce)
- Felsőcsitár (Horné Štitáre)
- Felsőhelbény (Horné Chlebany)
- Jác (Jacovce)
- Kartolc (Krtovce)
- Kálmánfalva (Kamanová)
- Kerencs (Krnča)
- Kisrépény (Malé Ripňany)
- Kovarc (Kovarce)
- Kővárhely (Podhradie)
- Lipovnok (Lipovník)
- Nagyrépény (Veľké Ripňany)
- Nagytapolcsány (Topoľčany)
- Nagyudvar (Veľké Dvorany)
- Nemecske (Nemečky)
- Nyitrabajna (Bojná)
- Nyitragaráb (Chrabrany)
- Nyitrakoros (Krušovce)
- Nyitrakozma (Kuzmice)
- Nyitrakörtvélyes (Hrušovany)
- Nyitraludány (Ludanice)
- Nyitranémeti (Nemčice)
- Nyitraörmény (Urmince)
- Nyitrapereszlény (Preseľany)
- Nyitraperjés (Prašice)
- Nyitrasárfő (Nitrianska Blatnica)
- Nyitraszerdahely (Nitrianska Streda)
- Nyitrateszér (Tesáre)
- Nyitrazávod (Závada)
- Onor (Norovce)
- Práznóc (Práznovce)
- Püspökfalu (Biskupová)
- Radosna (Radošina)
- Rajcsány (Rajčany)
- Sarlóska (Lužany)
- Szeptencújfalu (Hajná Nová Ves)
- Szerbőc (Svrbice)
- Szolcsány (Solčany)
- Szolcsányka (Solčianky)
- Szomorlovászi (Koniarovce)
- Szulóc (Súlovce)
- Tavarnok (Tovarníky)
- Tordaméc (Tvrdomestice)
- Tótdiós (Orešany)
- Tótsók (Šalgovce)
- Velős (Velušovce)
- Végvezekény (Vozokany)